# Rögle BK
Rögle BK (RBK), Rögle bandyklubb, er en skånsk ishockeyklub stiftet i den lille by Røgle/ Rögle  uden for Christian II:s by  Engelholm/Ängelholm  i Skåne. Klubben spiller i 2020 i den bedste række i Sverige, SHL (tidligere Elitserien).  Klubben spiller sine hjemmekampe i Catena Arena.

## Historie
Rögle BK blev stiftet i 1932 og var til en begyndelse en bandyklub. Ishockey kom på programmet i 1950. Rögle BK blev i 1957 skånske mestre med en sejr over Malmö FF (senere Malmö Redhawks). Holdet har tilbragt de fleste sæsoner i den næstbedste række, men har spillet i den bedste række fra 1966 til 1969 og igen fra 1992 til 1996. I sæsonen 2007-08 sikrede man sig, med bl.a. den danske back Mads Bødker på holdet, endnu en gang oprykning til Elitserien.
I 1960'erne var det den berømte "Pollenkongen" Gösta Carlsson, som tog Røgle fra anonymiteten og værftsserien til eliten, bl.a. ved at bygge et isstadion i Vegeholm.  I 1982 blev bygningen i Vegeholm brændt ned.  Siden fik det gamle landsbyhold deres nye hjemmebane i Engelholm. 

De to brødre Jörgen Jönsson og Kenny Jönsson startede deres karrierer i Rögle BK. Efter adskillige sæsoner i NHL har Kenny spillet for Røgle siden 2004 frem til 2009.  Røgle-profilerne Stefan og Roger Elvenes blev danske mestere med Rungsted i 2001/02.  

## Danske spillere
- Mathias From (2015-?)
- Kirill Starkov (2011-12)
- Felix Scheel (2010-? )
- Jesper Jensen (2010-? )
- Mads Bødker (2006-?)
- Philip Larsen (2005-06)
- Morten Green (2004-05)
- Ronny Larsen (1998-99)
- Kristian Just (1998-99)
- Jens Nielsen (1994-96)
- Heinz Ehlers (1991-93)

## 'Fredede' numre
- Nr 1 – Kenth "Swiss" Svensson
- Nr 9 – Lennart Åkesson
- Nr 13 – Roger Elvenes
- Nr 19 – Kenny Jönsson
- Nr 25 – Stefan Elvenes

## Eksterne links
- Rögle BK